# (16101) Notskas
(16101) Notskas (1999 VA36) – planetoida z pasa głównego asteroid okrążająca Słońce w ciągu 4,86 lat w średniej odległości 2,87 j.a. Odkryta 3 listopada 1999 roku.